# Motor cu reacție

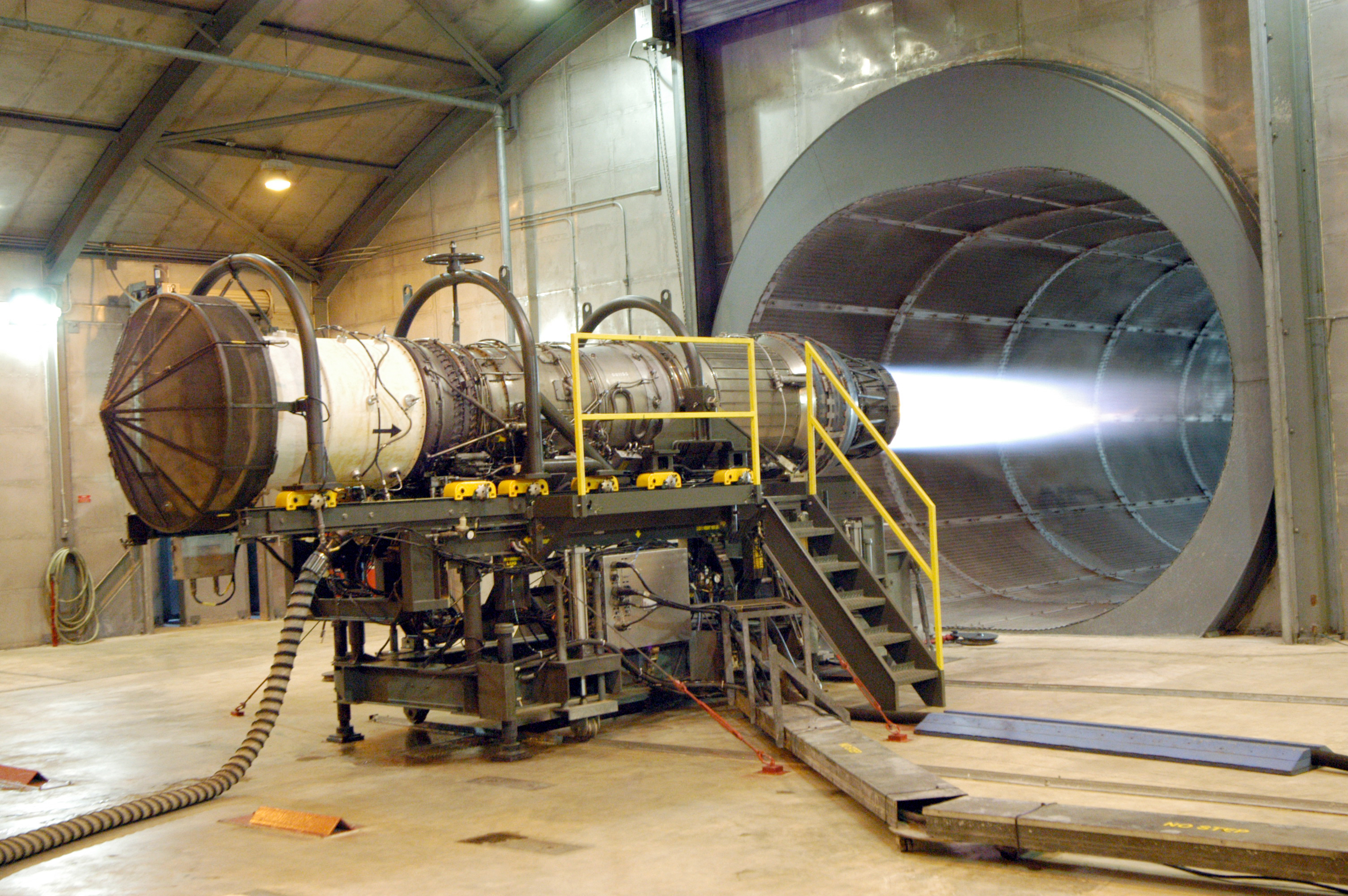
Turboventilator Pratt & Whitney

Un motor cu reacție (sau motor reactiv) este un motor care eliberează un jet rapid de fluide pentru a genera o reacțiune în conformitate cu a treia lege a mișcării a lui Newton.
Această definiție largă include turboreactoare, turbopropulsoare, turboventilatoare, pulsoreactoare, statoreactoare și motoare rachetă, dar de obicei se referă la o turbină cu gaze folosită pentru a produce un jet de gaze de mare viteză în scopul propulsiei.
Forța de propulsie este o consecință a teoremei impulsului, valoarea acesteia fiind egală cu suma reacțiunilor forțelor care accelerează substanța evacuată din motor sau cu produsul dintre debitul masic al jetului și viteza acestuia.
La aeronavele care zboară în atmosferă și nu în vid, forța reactivă este diminuată ca urmare a presiunii existente la nivelul secțiunii de ieșire a gazelor din motor, împiedicându-se destinderea gazelor în continuare.
Motoarele reactive se pot împărți în:
- motoare aeroreactoare - în care jetul reactiv se formează prin arderea carburantului folosind aerul atmosferic;
- motoare-rachetă - care utilizează carburanți și comburanți depozitați la bordul aerospațial.